# Varronia barahonensis
Varronia barahonensis là loài thực vật có hoa trong họ Mồ hôi. Loài này được (Urb.) Friesen miêu tả khoa học đầu tiên năm 1933.